# Molière de la comédienne dans un second rôle
Le Molière de la comédienne dans un second rôle est une récompense théâtrale française décernée par l'association Les Molières depuis la première remise de prix le 23 mai 1987 au théâtre du Châtelet à Paris.

## Introduction
Danièle Lebrun, Annick Alane, Dominique Blanchar et Christine Murillo ont reçu deux fois le Molière de la comédienne dans un second rôle.
Comédiennes nommées à plusieurs reprises (en gras, les comédiennes lauréates) : 
- 7 fois : Josiane Stoléru.
- 5 fois : Catherine Arditi.
- 4 fois : Catherine Rich, Annie Grégorio, Annick Alane et Claire Nadeau.
- 3 fois : Sabine Haudepin, Martine Sarcey, Marie-France Santon, Bulle Ogier, Béatrice Agenin, Anne Loiret et Brigitte Catillon.
- 2 fois : Dominique Blanc, Emmanuelle Bougerol, Ludivine de Chastenet, Marina Hands, Ophélia Kolb, Lucienne Hamon, Denise Chalem, Michèle Simonnet, Catherine Frot, Maïa Simon, Danièle Lebrun, Nadia Barentin, Gisèle Casadesus, Dominique Blanchar, Geneviève Fontanel, Chantal Neuwirth, Frédérique Tirmont, Éliza Maillot, Anne Consigny, Lysiane Meis, Norah Krief, Monique Chaumette, Valérie Mairesse, Isabelle Sadoyan, Dominique Reymond, Michèle Garcia, Évelyne Buyle, Dominique Valadié, Christine Murillo et Annie Mercier.

## Palmarès

### Années 1980
- 1987 : Sabine Haudepin dans Kean
  - Anne Alvaro dans Ce soir on improvise
  - Catherine Arditi dans Adriana Monti
  - Lucienne Hamon dans Conversations après un enterrement
  - Magali Noël dans Cabaret
- 1988 : Catherine Salviat dans Dialogues des carmélites
  - Pascale de Boysson dans Ce que voit Fox
  - Denise Chalem dans La Double Inconstance
  - Nicole Jamet dans Le Secret
  - Nada Strancar dans Le Conte d'hiver
- 1989 : Christine Murillo dans La Mouette
  - Béatrice Agenin dans Une femme sans histoire
  - Catherine Rich dans La Vraie Vie
  - Martine Sarcey dans Une absence
  - Michèle Simonnet dans Entre nous soit dit

### Années 1990
- 1990 : Judith Magre dans Greek
  - Catherine Frot dans Faut pas tuer maman
  - Lucienne Hamon dans La Traversée de l'hiver
  - Christiane Muller dans Les Palmes de Monsieur Schutz
  - Martine Sarcey dans La Traversée de l'hiver
- 1991 : Catherine Arditi dans A croquer… ou l’Ivre de cuisine
  - Annie Gregorio dans Coiffure pour dames
  - Catherine Rich dans La Dame de chez Maxim
  - Catherine Rouvel dans Eurydice
  - Maïa Simon dans Heldenplatz
- 1992 : Danièle Lebrun dans Le Misanthrope
  - Myriam Boyer dans Roberto Zucco
  - Michèle Laroque dans Ornifle
  - Catherine Rich dans La Dame de chez Maxim
  - Marie-France Santon dans La Valse des toréadors
- 1993 : Françoise Bertin dans Temps contre temps
  - Annick Alane dans Les Dimanches de Monsieur Riley
  - Nadia Barentin dans Monsieur Klebs et Rosalie
  - Gisèle Casadesus dans Le Jugement dernier
  - Annie Gregorio dans Une folie
- 1994 : Annick Alane dans Tailleur pour dames
  - Gisèle Casadesus dans Le Retour en Touraine
  - Catherine Rich dans Quand elle dansait...
  - Josiane Stoléru dans Le Visiteur
  - Marie Trintignant dans Le Retour
- 1995 : Catherine Frot dans Un air de famille
  - Sabine Haudepin dans Quadrille
  - Claire Maurier dans Un air de famille
  - Marie-France Santon dans Les affaires sont les affaires
  - Michèle Simonnet dans La Chambre d'amis
- 1996 : Sonia Vollereaux dans Lapin lapin
  - Catherine Arditi dans Le Journal d'Anne Frank
  - Florence Darel dans Un mari idéal
  - Claire Nadeau dans Le Bonheur des autres
  - Edith Perret dans Un mari idéal
- 1997 : Dominique Blanchar dans Tout comme il faut
  - Élisabeth Commelin dans Le Libertin
  - Ginette Garcin dans Le Passe-muraille
  - Chantal Lauby dans La Terrasse
  - Maïa Simon dans Un cœur français
- 1998 : Geneviève Casile dans Bel-Ami
  - Isabelle Candelier dans André le magnifique
  - Nathalie Cerda dans Hygiène de l'assassin
  - Michèle Garcia dans Espèces menacées
  - Valérie Mairesse La Surprise de l'amour
- 1999 : Geneviève Fontanel dans Délicate balance
  - Micheline Dax dans Frédérick ou le Boulevard du crime
  - Chantal Neuwirth dans Rêver peut-être
  - Florence Pernel dans Un tramway nommé Désir
  - Frédérique Tirmont dans Le Bel Air de Londres

### Années 2000
- 2000 : Dominique Blanchar dans Les Femmes savantes
  - Catherine Arditi dans Hôtel des deux mondes
  - Geneviève Fontanel dans Raisons de famille
  - Claire Nadeau dans Mariages et conséquences
  - Chantal Neuwirth dans Les Nouvelles Brèves de comptoir
  - Beata Nilska dans A torts et à raisons
- 2001 : Annick Alane dans Une chatte sur un toit brûlant
  - Aurore Clément dans La Dame aux camélias
  - Éliza Maillot dans Un homme à la mer
  - Yasmina Reza dans Trois versions de la vie
  - Barbara Schulz dans Joyeuses Pâques
- 2002 : Annie Grégorio dans Théâtre sans animaux
  - Nadia Barentin dans La Griffe(A71)
  - Denise Chalem dans Conversations avec mon père
  - Anne Consigny dans Elvire
  - Claire Nadeau dans Le Jardin des apparences
  - Josiane Stoléru dans La Ménagerie de verre
- 2003 : Annie Sinigalia dans Poste restante
  - Annick Alane dans État critique
  - Anne Consigny dans La Preuve
  - Marina Hands dans Phèdre
  - Éliza Maillot dans Un petit jeu sans conséquence
- 2004 : Martine Sarcey dans L’Inscription
  - Évelyne Buyle dans L'Invité
  - Guilaine Londez dans L'Hiver sous la table
  - Lysiane Meis dans L'amour est enfant de salaud
  - Dominique Reymond dans Une pièce espagnole
- 2005 : Norah Krief dans Hedda Gabler
  - Monique Chaumette dans Tantine et moi
  - Annie Gregorio dans Musée haut, musée bas
  - Anne Loiret dans Jacques a dit
  - Elisabeth Margoni dans Sortie de scène
  - Lysiane Meis dans Jacques a dit
- 2006 : Danièle Lebrun dans Pygmalion
  - Béatrice Agenin dans Pieds nus dans le parc
  - Marina Foïs dans Viol
  - Anne Loiret dans Le Miroir
  - Josiane Stoléru dans Conversations après un enterrement
  - Marie Vincent dans Le Malade imaginaire
- 2007 : Catherine Hiegel dans Le Retour au désert
  - Catherine Arditi dans Cabaret
  - Brigitte Catillon dans Eva
  - Marie-France Santon dans L'Éventail de Lady Windermere
  - Frédérique Tirmont dans Dolores Claiborne
- 2008 : Valérie Bonneton dans Le Dieu du carnage
  - Sabine Haudepin dans Les Belles-sœurs
  - Norah Krief dans Le Roi Lear
  - Bulle Ogier dans L'Homme sans but
- 2009 : Monique Chaumette dans Baby Doll
  - Hélène Alexandridis dans Madame de Sade
  - Christiane Cohendy dans Equus
  - Annie Mercier dans Tartuffe
  - Martine Schambacher dans La Charrue et les Étoiles
  - Josiane Stoléru dans Cochons d'Inde

### Années 2010
- 2010 : Claire Nadeau dans La serva amorosa
  - Fabienne Chaudat dans Colombe
  - Julie Pilod dans La Cerisaie
  - Isabelle Sadoyan dans Les Fausses Confidences
  - Josiane Stoléru dans Le Démon de Hannah
  - Dominique Valadié dans La Nuit des rois
- 2011 : Bulle Ogier dans Rêve d’Automne
  - Valérie Benguigui dans Le Prénom
  - Brigitte Catillon dans Nono
  - Dominique Constanza dans Un fil à la patte
  - Nanou Garcia dans Aller chercher demain
  - Christiane Millet dans Funérailles d’hiver
- 2014 : Isabelle Sadoyan dans L’Origine du monde
  - Marie-Julie Baup dans Divina
  - Christine Bonnard dans La Chanson de l’éléphant
  - Françoise Fabian dans Tartuffe
  - Valérie Mairesse dans Roméo et Juliette
  - Bulle Ogier dans Les Fausses Confidences
- 2015 : Dominique Reymond dans Comment vous racontez la partie
  - Anne Azoulay dans King Kong Théorie
  - Léna Bréban dans La Maison d'à côté
  - Marie‐Christine Danède dans La Colère du Tigre
  - Noémie Gantier dans Les Particules élémentaires
  - Agnès Sourdillon dans Le Malade imaginaire
- 2016 : Anne Bouvier dans Le Roi Lear
  - Béatrice Agenin dans Un certain Charles Spencer Chaplin
  - Michèle Garcia dans  La Dame blanche
  - Raphaëline Goupilleau dans La Médiation
- 2017 : Évelyne Buyle dans Les Femmes savantes
  - Ludivine de Chastenet dans Politiquement correct
  - Anne Loiret dans Avant de s'envoler
  - Josiane Stoléru dans Bella figura
  - Dominique Valadié dans Le Temps et la Chambre
  - Florence Viala dans Le Petit-Maître corrigé
- 2018 : Christine Murillo dans Le Tartuffe
  - Audrey Bonnet dans Actrice
  - Isabelle de Botton dans Clérambard
  - Françoise Lépine dans Le Lauréat
  - Élodie Navarre dans Le Fils
- 2019 : Ophélia Kolb dans La Ménagerie de verre
  - Sophie Artur dans Le Canard à l'orange
  - Sophie Bouilloux dans Kean
  - Brigitte Catillon dans Le Misanthrope
  - Annie Mercier dans Thyeste
  - Sol Espeche dans La Dama Boba ou celle qu’on trouvait idiote

### Années 2020
- 2020 : Dominique Blanc dans Angels in America de Tony Kushner, mise en scène Arnaud Desplechin
  - Emmanuelle Bougerol dans Suite française d’Irène Némirovsky, mise en scène Virginie Lemoine
  - Céline Esperin dans Est-ce que j’ai une gueule d’Arletty ? de Éric Bu et Élodie Menant, mise en scène Johanna Boyé
  - Valérie Lesort dans La Mouche d’après George Langelaan, mise en scène Valérie Lesort et Christian Hecq
  - Ophélia Kolb dans Détails, de Lars Norén, mise en scène Frédéric Bélier-Garcia
  - Héloïse Wagner dans Plus haut que le ciel de Julien Lefebvre et Florence Lefebvre, mise en scène Jean-Laurent Silvi

- 2022 : Ariane Mourier dans Comme il vous plaira de William Shakespeare, mise en scène Léna Bréban
  - Dominique Blanc dans Le Tartuffe ou l'Imposteur de Molière, mise en scène Ivo van Hove
  - Emmanuelle Bougerol dans Le Voyage de Gulliver d’après Jonathan Swift, mise en scène Christian Hecq et Valérie Lesort
  - Ludivine de Chastenet dans Snow Thérapie d’après Ruben Östlund, mise en scène Salomé Lelouch
  - Marie Lanchas dans Berlin Berlin de Patrick Haudecoeur et Gérald Sibleyras, mise en scène José Paul
  - Noémie Lvovsky dans Avant la retraite de Thomas Bernhard, mise en scène Alain Françon

- 2023 : Agnès Boury dans Une idée géniale de Sébastien Castro, mise en scène Agnès Boury et José Paul
  - Manon Clavel dans La Campagne, de Martin Crimp, mise en scène Sylvain Maurice
  - Marina Hands dans Le Roi Lear de William Shakespeare, mise en scène Thomas Ostermeier
  - Karina Marimon dans Big Mother de Mélody Mourey, mise en scène Mélody Mourey
  - Élodie Menant dans Je ne cours pas, je vole ! d'Élodie Menant, mise en scène Johanna Boyé
  - Josiane Stoléru dans Glenn, naissance d'un prodige d’Ivan Calbérac, mise en scène Ivan Calbérac

- 2024 : Jeanne Arènes dans L’effet miroir
  - Cécile Garcia-Fogel dans Richard II
  - Charlotte Matzneff dans Le huitième ciel
  - Alysson Paradis dans Un tramway nommé désir
  - Lola Roskis dans Courgette
  - Josiane Stoléru dans James Brown mettait des bigoudis

- 2025 : Raphaëlle Cambray dans Du charbon dans les veines de Jean-Philippe Daguerre, mise en scène Jean-Philippe Daguerre
  - Rosa-Victoire Boutterin dans Grand-Peur et misère du IIIème Reich de Bertolt Brecht, mise en scène Julie Duclos
  - Yasmina Remil dans Les Fausses Confidences de Marivaux, mise en scène Alain Françon
  - Salomé Villiers dans Les Liaisons dangereuses d’après Pierre Choderlos de Laclos, mise en scène Arnaud Denis